# ذمرة (الصومعة)
حارة ذمرة هي إحدى حارات مدينة الصومعة أحد مدن محافظة البيضاء، بلغ تعداد سكانها 25 نسمة حسب تعداد اليمن لعام 2004.